# Бабите
Ба́бите (латыш. Babīte) — населённый пункт в центральной части Латвии, расположенный в Бабитской волости Марупского края. До 1 июля 2009 года входил в состав Рижского района. Находится в 4,7 км от волостного центра посёлка Пиньки и непосредственно прилегает к городской черте Риги.

## История
Лежащий на полпути между Ригой и появившимися в XIX веке курортами Рижского взморья, посёлок сформировался вокруг имевшейся здесь корчмы Пупе и построенной в 1877 году железнодорожной станции.
В посёлке находятся: детский сад, практикующий семейный врач, несколько магазинов, администрация Бабитского и Тирельского лесничества, почта, представительства ряда компаний.
В 150 метрах западнее станции Бабите асфальтированная дорога ведёт к воинскому захоронению времён Первой мировой войны.